# کاسیتریت
کاسیتریت  (به انگلیسی: Cassiterite) با فرمول شیمیایی SnO2 از مجموعه کانی هاست و کانی مشابه آن اسفالریت است. از کلمه یونانی Kassiteros یعنی قلع گرفته شده‌است. در اسیدها نامحلول است. ذوب نمی‌شود. درصد جرمی عناصر تشکیل دهنده آن Sn:۷۸٫۶٪و  O:۲۱٫۴٪ است. با ادخال‌های Ta و Fe. برای اولین بار در چک اسلواکی کشف شد و از نظر شکل بلور: منشوری - دوهرمی - ندرتاً آسیکولار - ماکله، رنگ: قهوه‌ای سیاه - زرد خاکستری، شفافیت: غیر شفاف - نیمه شفاف، شکستگی: صدفی، جلا: الماسی - فلزی، رخ: ناکامل، سیستم تبلور: کوادراتیک و در رده‌بندی اکسید است و منشأ تشکیل آن پگماتیتی - هیدروترمال - ثانوی - آبرفت ها است.
همایند کانی‌شناسی (پارانژ) آن اسفالریت- فلوئوریت- شیلیت- ولفرامیت- توپاز است
کاربرد آن: کانسار قلع، از نظر ژیزمان بلوری - آگرگات دانه‌ای - قلوه‌ای - پسودومرف - قلوه سنگی فراوان است و بیشتر در آلمان شرقی، چک اسلواکی، انگلستان، فرانسه، روسیه، آمریکا، مالزی، تایلند، بولیوی، استرالیا، مکزیک یافت می‌شود.